# 教養特集 (テレビ番組)
『教養特集』（きょうようとくしゅう）とは、NHKがラジオとテレビで放送した教養番組である。

## 概要
「経済、政治、文化、美術、科学などあらゆる分野からテーマを引き出し徹底解剖する画期的な教養番組」とNHKは紹介（本稿下段の外部リンク参照）する。「映像の証言」「日本回顧録」「歴史夜話」「百年の潮流」などの括りのシリーズ構成、数回連続シリーズ、自由枠の3種類があった。
番組は、1952年6月にNHKラジオ第2放送で放送が始まった。1956年11月8日からはNHK総合テレビで放送されるようになり、1962年4月2日にNHK教育テレビへ移った。1978年3月18日に最終回を迎え、「NHK文化シリーズ」に継承された。
教育テレビだけでも単純計算で3000本以上制作され、貴重な証言も多かったが、NHKアーカイブスで検索すると85本しか残っていない。NHKは保存していない番組の提供を呼びかけている。

## 番組一覧

### 主な番組
- トインビー教授にきく 世界文明と日本の地位 - 教養特集の総合テレビ版で唯一現存する番組。
- ロックと現代 - 1972年放送。NHKテレビ初のロック番組。
- 未開と文明〜レビ・ストロースにきく - 1977年放送。

### シリーズ一覧
- 科学の焦点
- 日本回顧録 - 近代の歴史の証言を当事者・映像・録音などで構成。
- 日本の水準
- 歴史夜話 - 日本史の人物・事件を取り上げる。
- 美術散歩
- 科学展望 - 1963年から月に1回のペースで放送。その月の科学トピックスを紹介。
- こどもと授業 - 授業を実際に紹介。
- 経済討論
- 世界の視点
- 映像の証言 - 原則第1土曜日に放送。映像に関係者と専門家の証言で構成
- 美術シリーズ - 月に1回程度のペースで放送。
- 歴史と風土シリーズ
- 古典と現代シリーズ
- 教育百年シリーズ - 1972年から放送。
- 近代日本の足跡 - 原則第2土曜日に放送。

## 放送時間の変遷
NHKラジオ第2放送
（※参考）
- 1952年6月23日 - ： 水曜日 20:05 - 21:00
- 1954年 4月 - ： 週2回
- 1954年11月 - ： 週4回

NHK総合テレビ
- 1958年11月8日 - ： 週1回・30分
- - 1962年 ： 週1回・60分

NHK教育テレビ
- 1962年4月から： 週4日（月曜日 - 木曜日 20:00 - 20:45）
- 1963年4月から： 週5日（月曜日 - 金曜日 20:00 - 21:00）
- 1966年4月から： 週5日（火曜日 - 土曜日 20:00 - 21:00）
- 1970年4月から： 週4日（水曜日 - 土曜日 20:00 - 21:00）
- 1972年4月から： 週3日（木曜日 - 土曜日 20:00 - 21:00）
- 1973年4月から： 週3日（金曜日 - 日曜日 20:00 - 21:00）
- 1976年4月から： 週3日（木曜日 - 土曜日 20:15 - 21:00）